# Xã Des Moines, Quận Dallas, Iowa
Xã Des Moines (tiếng Anh: Des Moines Township) là một xã thuộc quận Dallas, tiểu bang Iowa, Hoa Kỳ. Năm 2010, dân số của xã này là 1.533 người.